# 鄒幹
鄒 幹（すう かん、1409年 - 1492年）は、明代の官僚。字は宗盛、号は順庵。本貫は杭州府余杭県。

## 生涯
鄒済と薛氏のあいだの子として生まれた。皇太子朱高熾が監国したときと、鄒幹は応天府学生となった。1439年（正統4年）、進士に及第した。兵部職方司主事に任じられた。1449年（正統14年）10月、兵部武選郎中から兵部右侍郎に抜擢された。その才能のため于謙から頼りにされた。オイラトのエセン・ハーンが北京を包囲すると、北京城の九門は全て閉ざされた。このとき避難民が入城を求めたため、鄒幹は城門を開いてかれらを入城させた。
1451年（景泰2年）12月、鄒幹は礼部右侍郎に転じた。1452年（景泰3年）、左春坊左庶子を兼ね、山西の官吏を考査監察した。布政使の侯復以下五十数人を降格させた。河南と鳳陽の洪水被害を巡視し、王竑とともに振恤を請願した。また諸生に命じて穀物の輸送と納入を監視させるよう請願した。1466年（成化2年）、北京周辺で飢饉が起こると、畿内を巡視して振恤にあたった。
1467年（成化3年）9月、鄒幹は南京礼部尚書に任じられた。1469年（成化5年）8月、礼部尚書となった。1478年（成化14年）2月、太子少保の位を加えられた。1479年（成化15年）12月、弾劾を受けて帰休を請願し、致仕した。1492年（弘治5年）4月、死去した。享年は84。太子太保の位を追贈された。諡は康靖といった。

## 子女
- 鄒煜（長男）
- 鄒煥（次男）
- 鄒氏（長女、葛某にとついだ）
- 鄒氏（次女、鴻臚寺序班の蘇和にとついだ）
- 鄒氏（三女、処州衛指揮使の牛洪にとついだ）